# Ago, filo e nodo
Ago, filo e nodo è una scultura in due parti creata dai coniugi Claes Oldenburg e Coosje van Bruggen. L'opera è posta in piazzale Cadorna, punto cruciale del trasporto milanese per la presenza sia della stazione di Milano Nord Cadorna sia dell'omonima fermata della metropolitana.

## Storia
Il gigantesco ago con il filo multicolorato che sbuca in un altro punto della piazza con il nodo finale, sono stati realizzati per il rifacimento della Stazione di Milano Cadorna e della antistante piazza alla fine degli anni novanta. La scultura, che misura quasi 86 metri di lunghezza e 18 di altezza, è stata inaugurata nel febbraio 2000. Nel 2012 è stato annunciato che l'opera verrà a breve restaurata su intervento del Comune di Milano.

## Idea
L'idea di base è quella di un treno che entra in una galleria sotterranea. Il fatto che la scultura sia divisa in due parti ricongiunte idealmente nel sottosuolo, è un richiamo alla metropolitana, il mezzo degli spostamenti rapidi all'interno della città: il filo, infatti, ha gli stessi colori identificativi delle tre linee milanesi presenti al tempo (precedente al progetto delle linee M4 "blu" e M5 "lilla"). Come dichiarato pure da Gae Aulenti alla conferenza al Politecnico di Milano, rappresenta anche una parafrasi del biscione presente sullo stemma di Milano.
L'opera è anche un omaggio alla laboriosità milanese e, soprattutto, al mondo della moda, che ha in Milano uno dei principali centri mondiali.